# Schizanthus
Schizanthus este un gen de plante din familia  Solanaceae.

## Specii

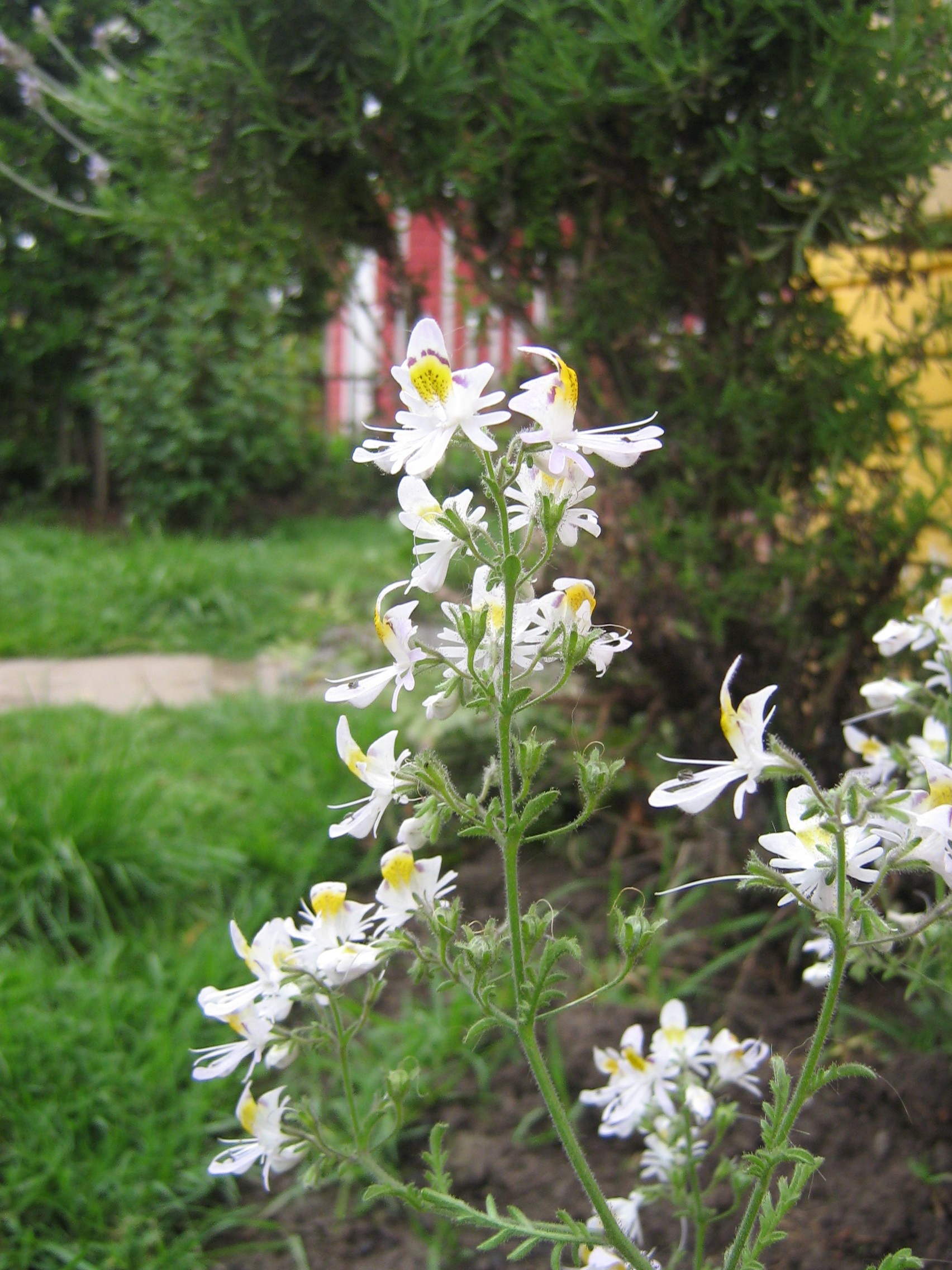
S.pinnatus

Cuprinde  12 specii: